# Oskar Putz (Maler)
Oskar Putz (* 23. April 1940 in Salzburg) ist ein österreichischer Maler, Grafiker, Designer und Professor.

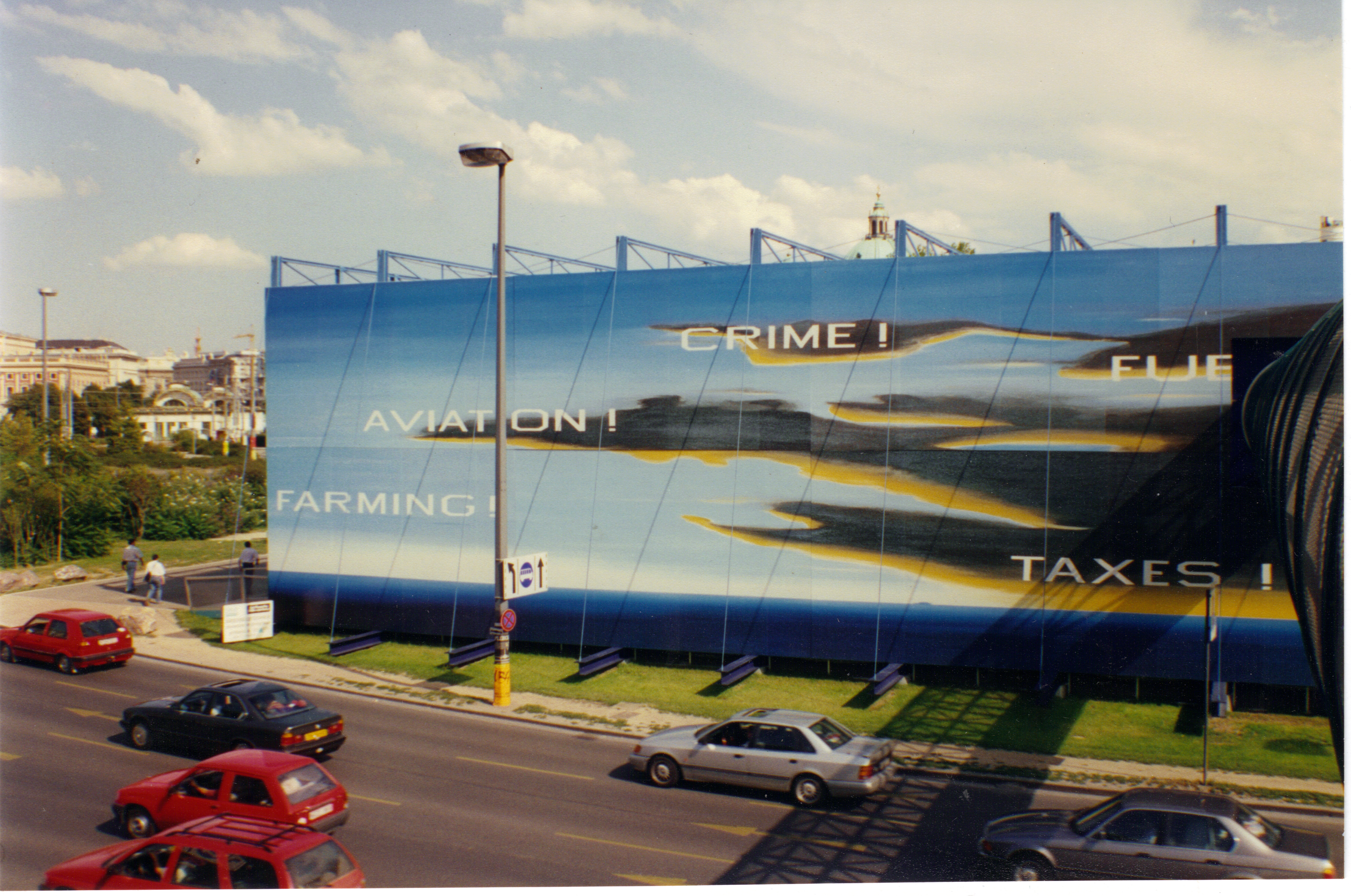
Temporäre Kunsthalle, Wien

## Werdegang
Oskar Putz studierte von 1962 bis 1967 Malerei an der Akademie der bildenden Künste Wien und war von 1973 bis 1985 wissenschaftlicher Assistent am Institut für Künstlerische Gestaltung an der Technischen Universität Wien. Von 1987 bis 2000 war er Professor für Typografie und Farbgestaltung an der Höheren Grafischen Lehr- und Versuchsanstalt Wien.

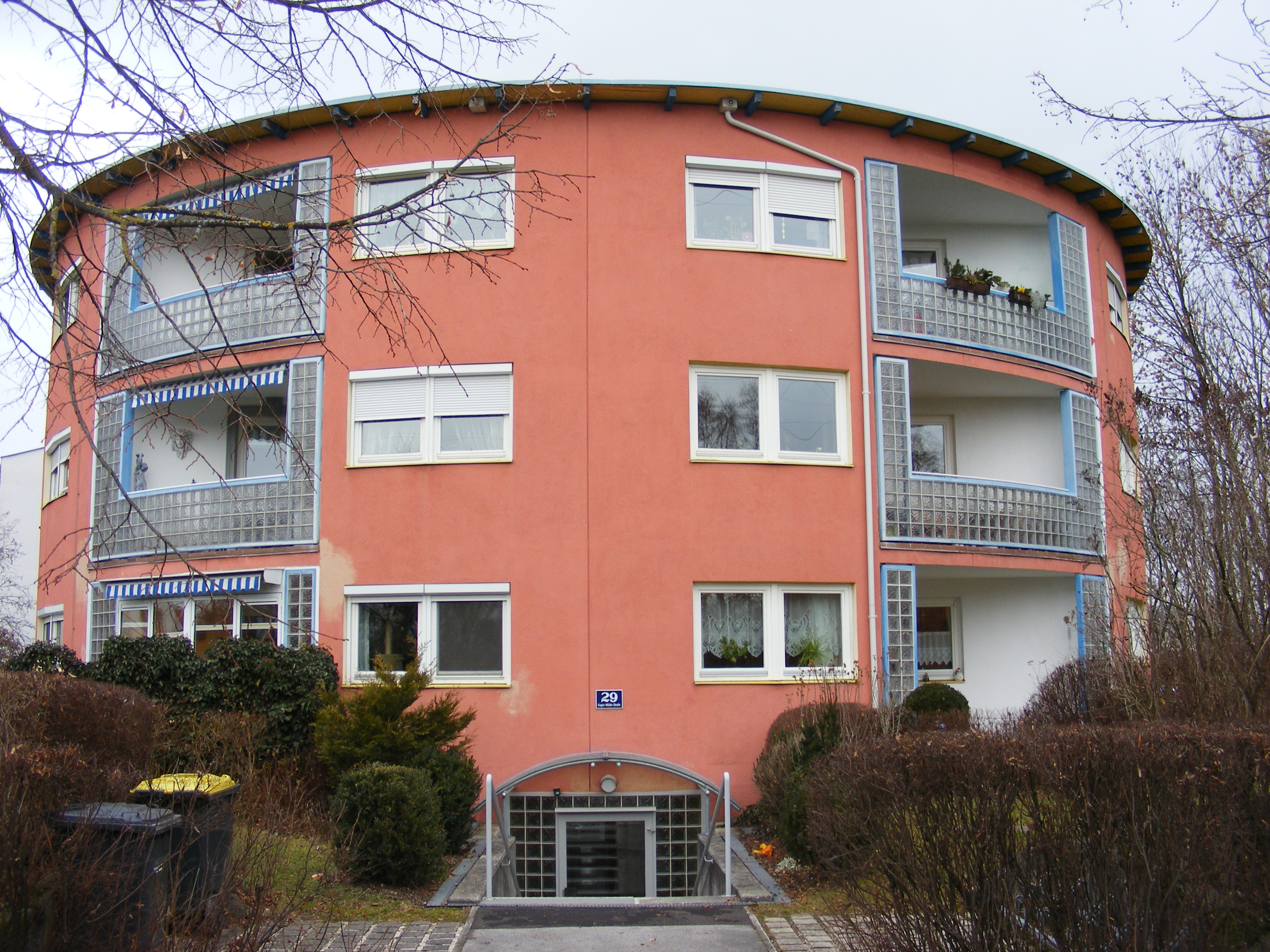
Forellenwegsiedlung, Salzburg

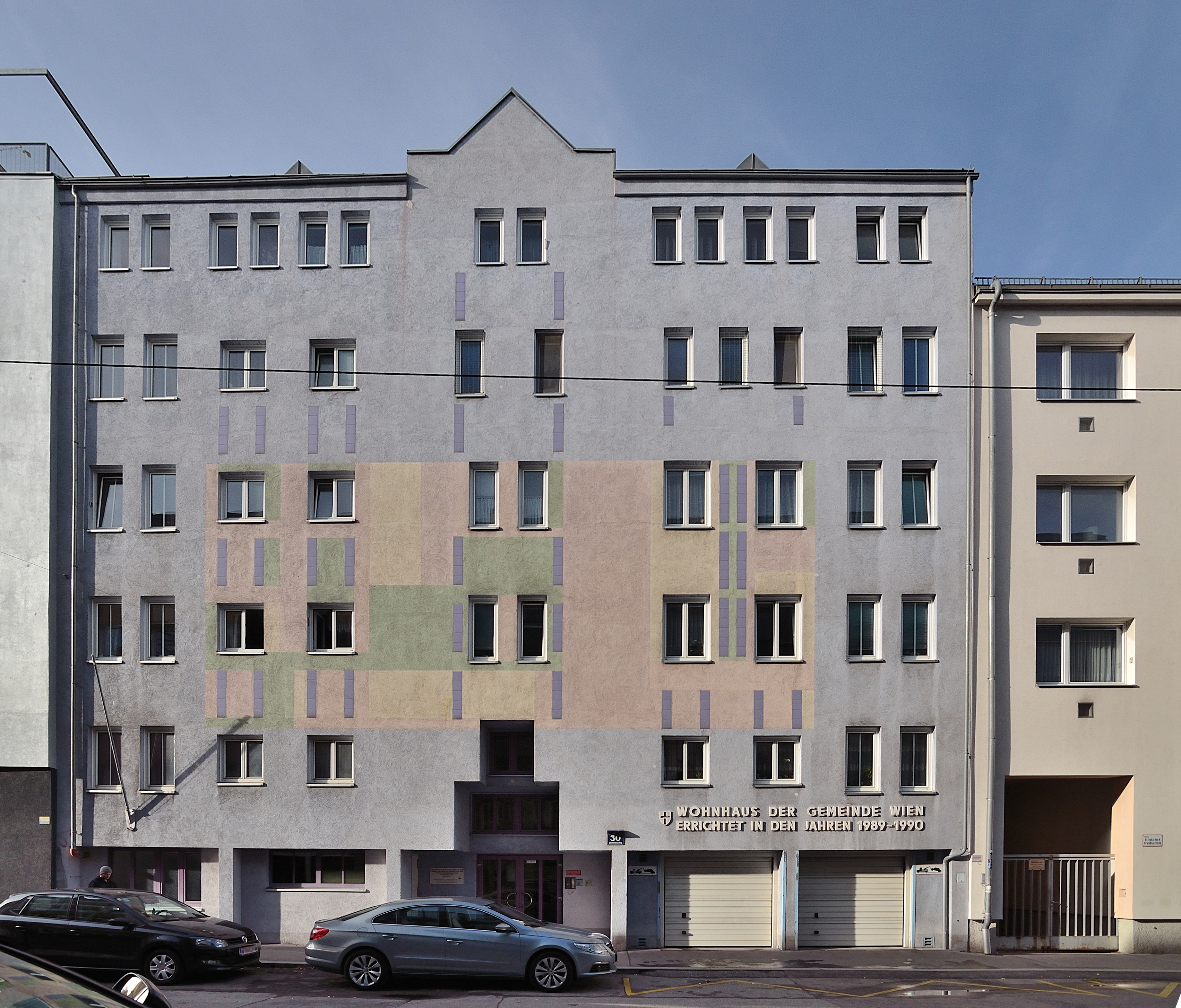
Diefenbachgasse 30, Wien

## Werk
Oskar Putz ist ein Vertreter der konkreten Malerei. Während er diesen Stil zunächst im klassischen Sinn umsetzte, konzentriert sich sein neueres Werk auf die Wirkung der Farbfelder, während die Exaktheit der Konstruktion keine so große Rolle mehr spielt. Werke von ihm befinden sich unter anderem in der Sammlung des Belvedere und des Museums Moderner Kunst Stiftung Ludwig Wien.
Neben seinen bildnerischen Werken trug er die Farbgestaltung zu vielen architektonischen Projekten bei. Eine Reihe seiner Arbeiten sind im öffentlichen Raum in Wien und Niederösterreich zu finden.
Eine Auswahl von Putz’ Objekten wurden fotografisch von Margherita Spiluttini dokumentiert.
Farbgestaltung Bauwerke von Adolf Krischanitz:
- 1986–1988: Haus, Salmannsdorf
- 1987–1988: Traisenpavillon, St. Pölten
- 1986–1990: Forellenwegsiedlung, Salzburg
- 1990: Haus, Pötzleinsdorf
- 1991–1992: Temporäre Kunsthalle, Wien
- 1991–1994: Innenausbau Hauptpost, Fleischmarkt Wien (Mitarbeiter: Markus Grob)
- 1992–1995: Wohnhaus Engilgasse, Wien
- 1995: Österreichpavillon auf der Frankfurter Buchmesse

Farbgestaltung Bauwerke Rüdiger Lainer:
- 1991–1995: Hauptschule Absberggasse, Wien[6]
- 2001: Hollywood Megaplex Kinocenter, Wien
- 2001–2005: Wirtschaftskammer Niederösterreich, St. Pölten[7]
- 2006–2008: Wohnanlage Buchengasse, Wien[8]

Farbgestaltung Bauwerke weiterer Architekten:
- 1986: Kix-Bar, Wien
- 1989–1990: Diefenbachgasse 30, Wien (Architekt: Peter Zauchenberger)
- 1987–1992: Siedlung Pilotengasse, Wien (Architekt: Adolf Krischanitz und Steidle + Jungbauer)[9]
- 1991–1993: Kapelle im Landespensionistenheim, Waidhofen an der Ybbs[10][11]
- 1997: Wandmalerei im Landhaus St. Pölten[12]
- 2002–2003: Haus, Mühlau (Architekt: Andreas Burghardt)

Farbgestaltung Mobiliar von Adolf Krischanitz:
- 1986: Kleiner Fauteuil, Dorotheum[13]
- 1989: Umkehrtisch, Dorotheum[14]

Bildnerische Werke:
- Konstruktion, 1970, Acryl auf Leinwand, 140 × 140 cm, Signatur auf Keilrahmen: „Oskar Putz 1970“, Belvedere
- Diptychon, 1977, Lack auf Spanplatte, 100 × 200 × 4 cm, Museum Moderner Kunst Stiftung Ludwig Wien (mumok)
- Ohne Titel, 1980, Lack auf Hartfaserplatte, 100 × 100 × 4 cm, mumok
- Ohne Titel, 1984, Acryl auf Leinwand, 150 × 150 cm, mumok

## Ausstellungen (Auswahl)
- 1979: Die Mitglieder der Wiener Secession: Malerei, Plastik, Zeichnung, Objekte, Fotos (mit Katalog)
- 1986: Galerie Lang Wien
- 2009: Bilder und Farbkonzepte von Oskar Putz, Wiener Künstlerhaus, im Rahmen des Kunstprojekts „Serendipity“ (mit Katalog, ISBN 978-3-9502272-4-6)